# 大西路 (镇江市)
32°12′38″N 119°26′31″E / 32.2104941°N 119.4419696°E
大西路是中国江苏省镇江市的一条街道，东西走向，东起解放路，西至伯先路、西津渡古街，全长1959米，宽度为10-12米。

## 历史
大西路得名于1930年代，此前是一系列狭窄的街巷，从东至西的各段，原分别称为堰头街、小门口、老西门桥、西门大街（武宁街）和银山门。自1861年镇江开辟通商口岸以后，从镇江西门到镇江英租界之间的地段迅速形成繁盛的商业区。1936年，镇江县作为当时的江苏省会，将该路拓宽改建成江苏省的第一条柏油马路，两旁栽植梧桐树，并统称为大西路。
1937年11月，在中国抗日战争初期，镇江大西路两侧繁盛的商业区基本上被日军烧毁。战后，大西路仍为镇江、乃至全江苏省最繁华的商业街，街上有鼎大祥绸布店、老存仁堂药店等多处“老字号”商铺，以及基督教福音堂等标志性建筑。
1966年，文化大革命开始后，大西路一度改称东风路。文革结束以后又恢复了原名。
不过，1970年代以后，随着镇江火车站东移，城市重心开始东移，大西路作为全市商业中心的地位也随之被大市口所取代。虽然在1990年代两旁新修了仿明清风格的店铺，但商业却是一直很冷淡。 1998年，设在大西路上的肯德基生意清淡，被迫关门，成为是时肯德基在中国惟一关门打烊的店。原来开设在大西路及其附近地段的鼎大祥、宴春酒楼等老字号店铺也纷纷迁往大市口。

## 交汇道路
- 解放路
- 电力路
- 宝塔路
- 伯先路

## 图集

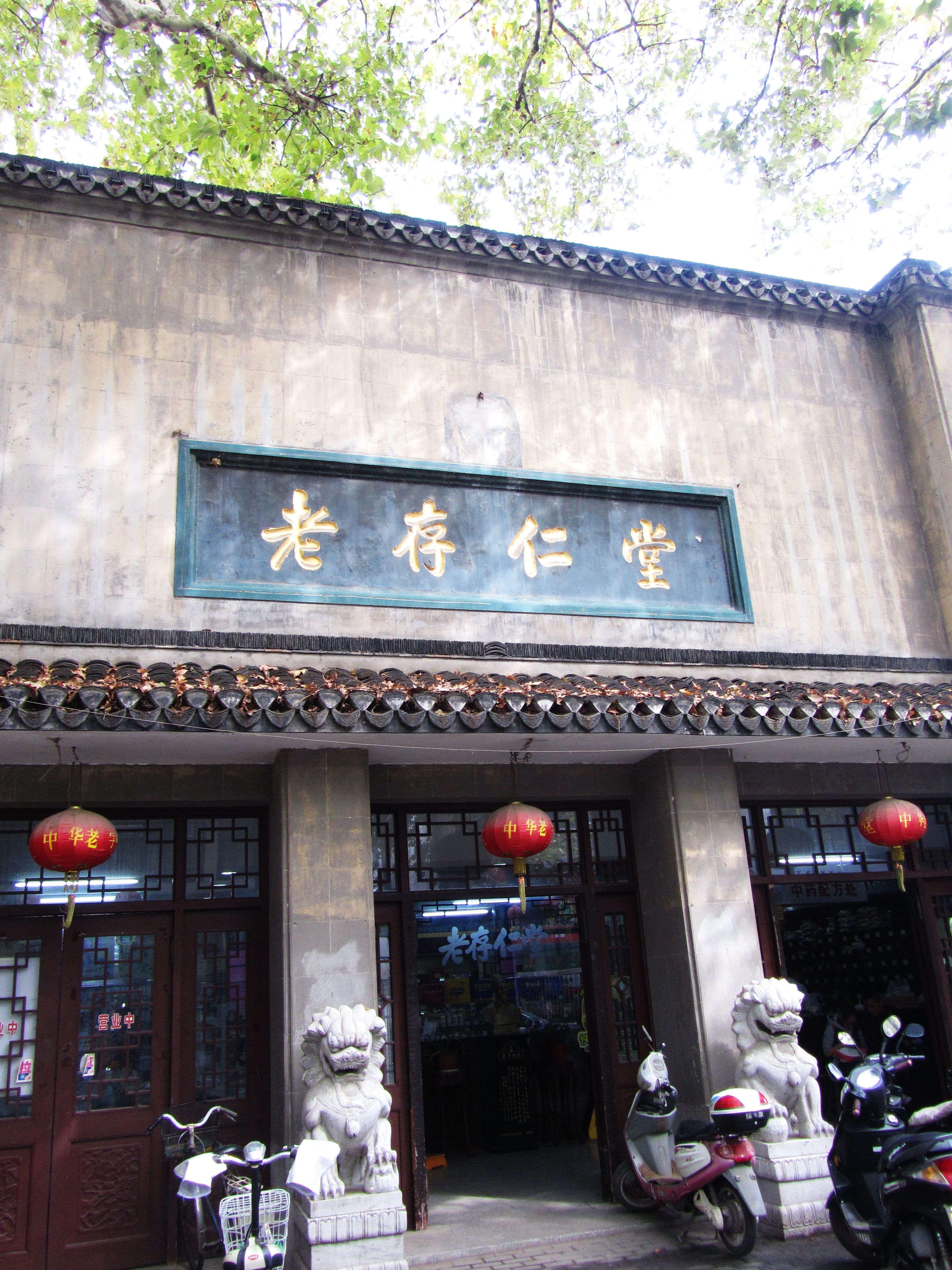
大西路476号老存仁堂药店
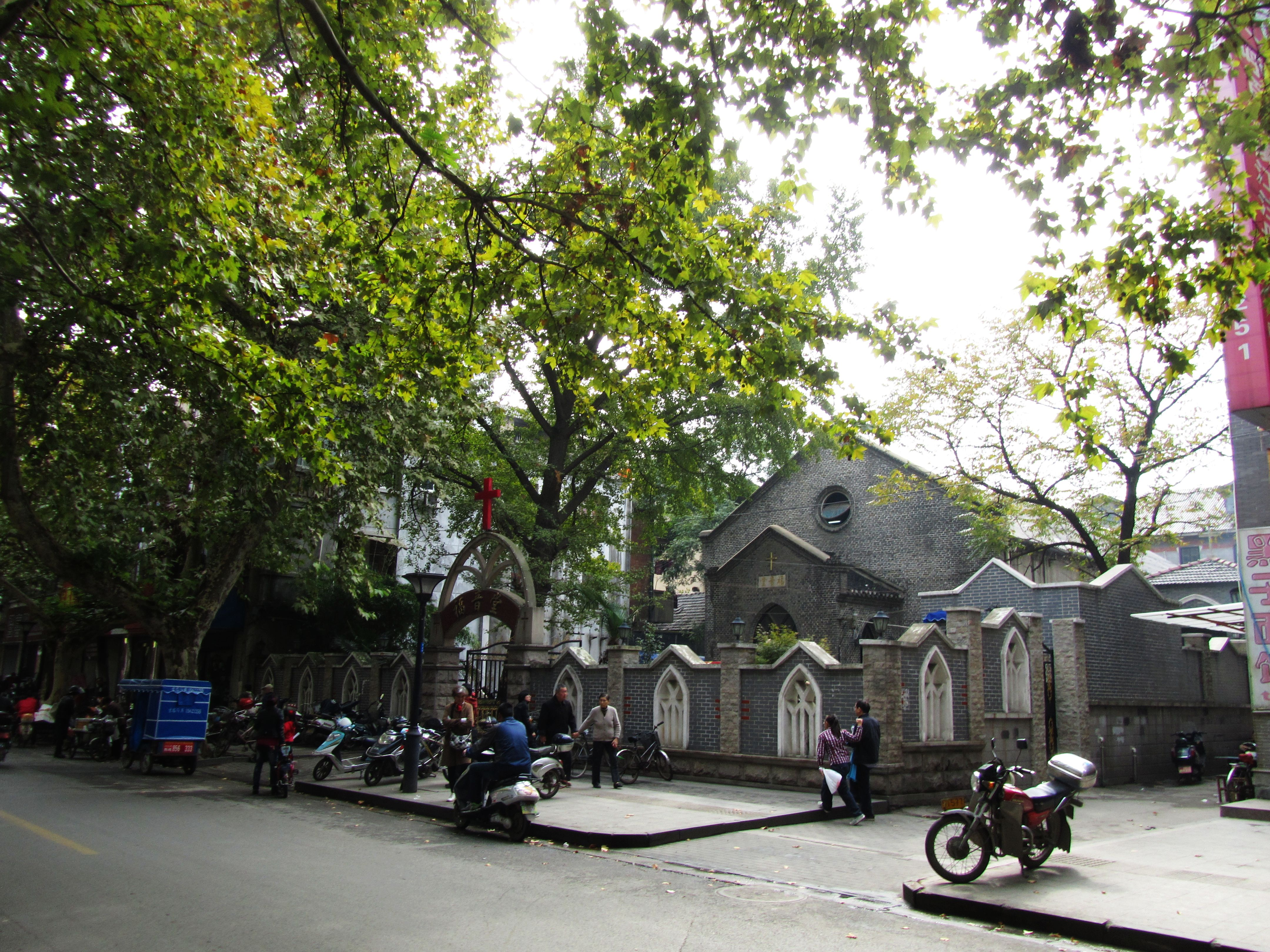
大西路343号福音堂
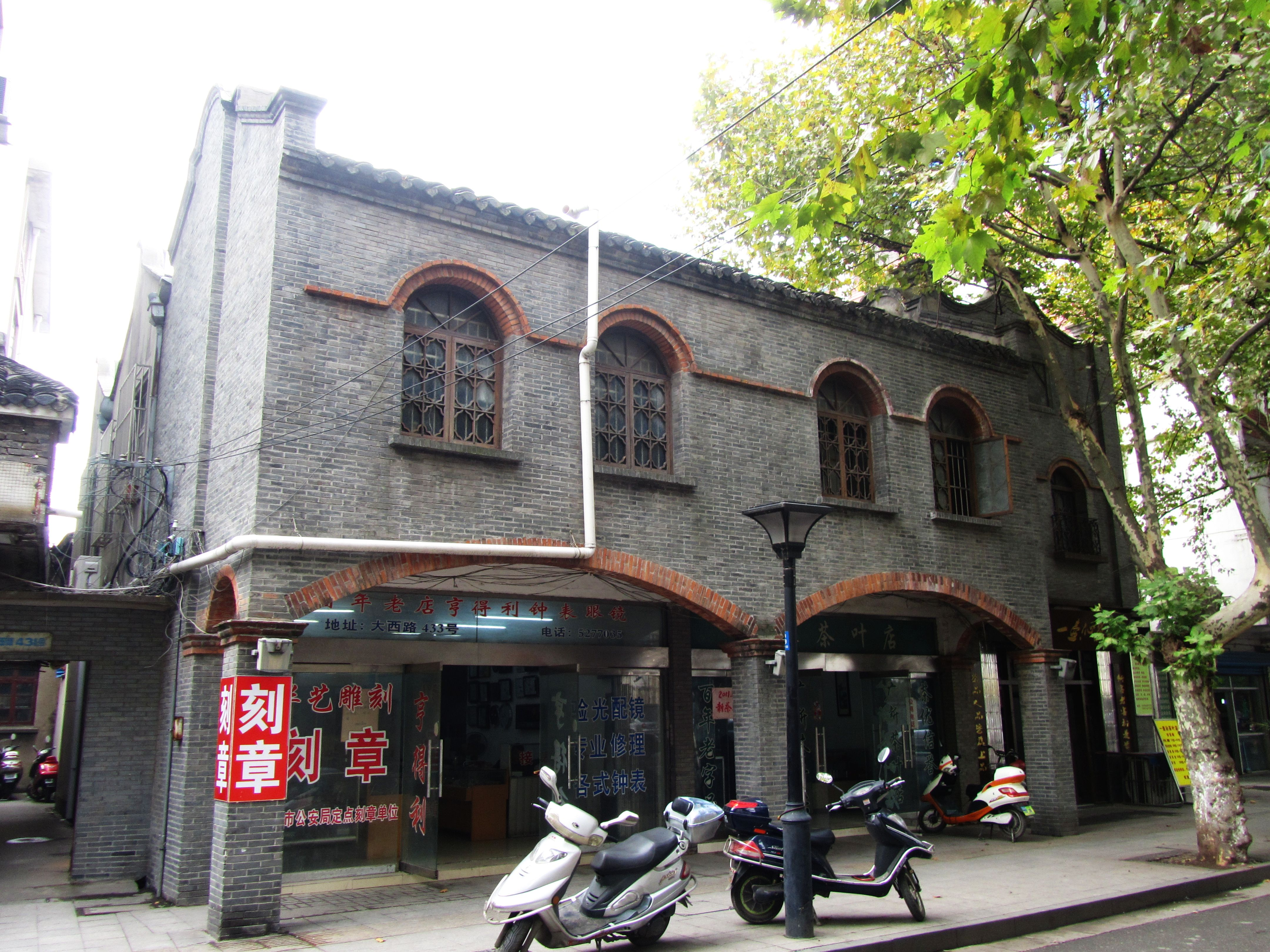
大西路上的近代商业建筑之一
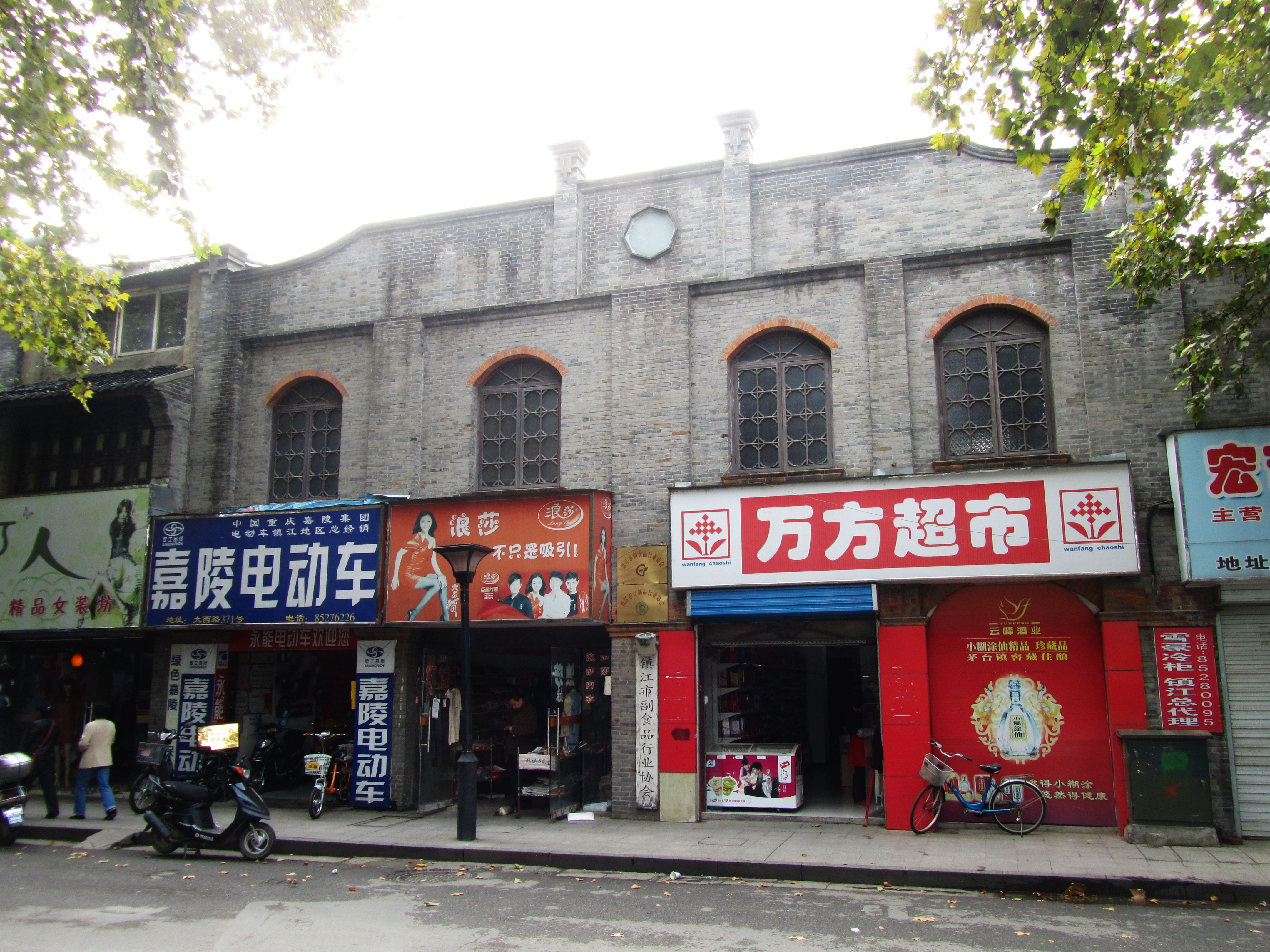
大西路上的近代商业建筑之二
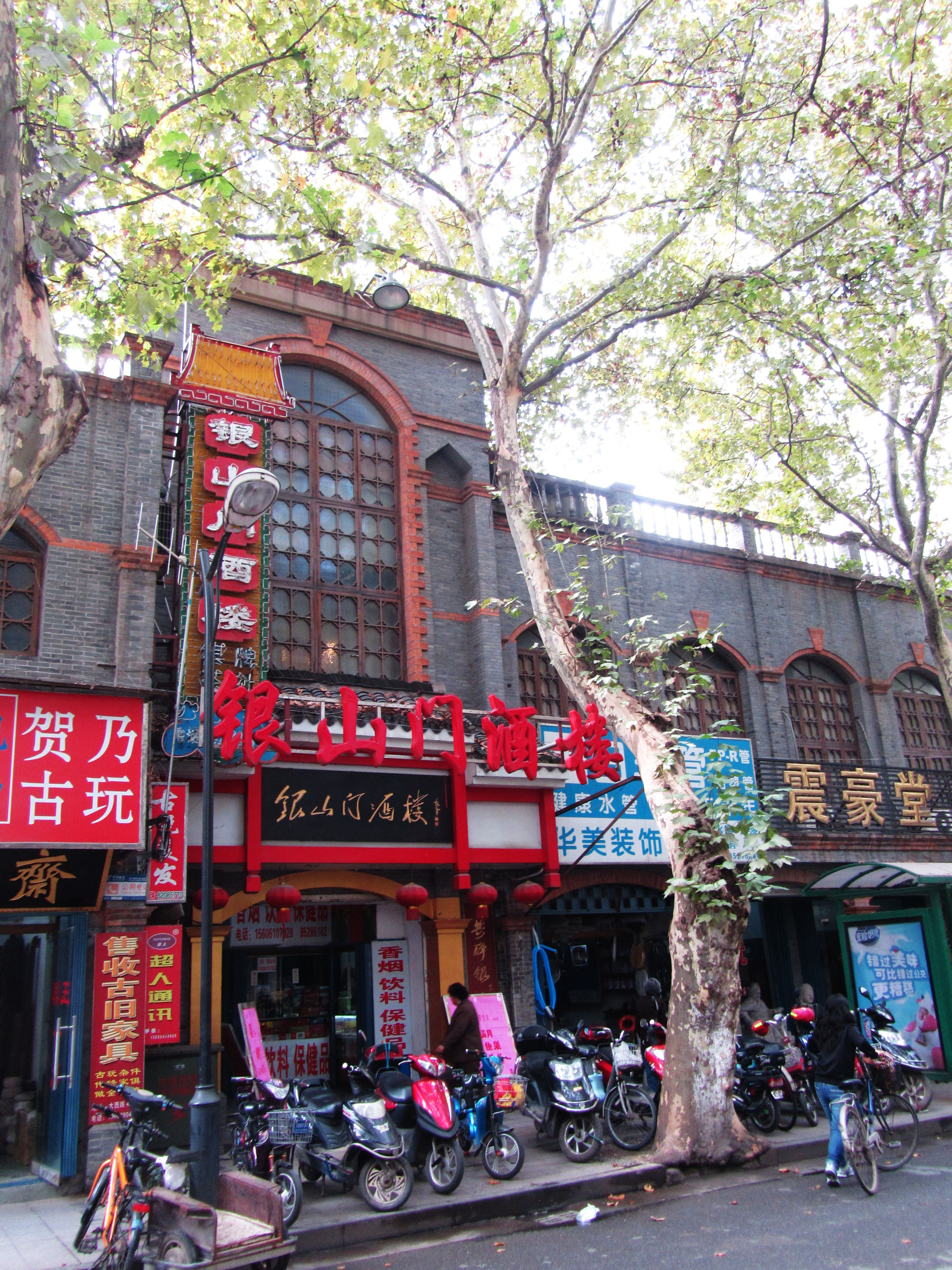
大西路上的近代商业建筑之三
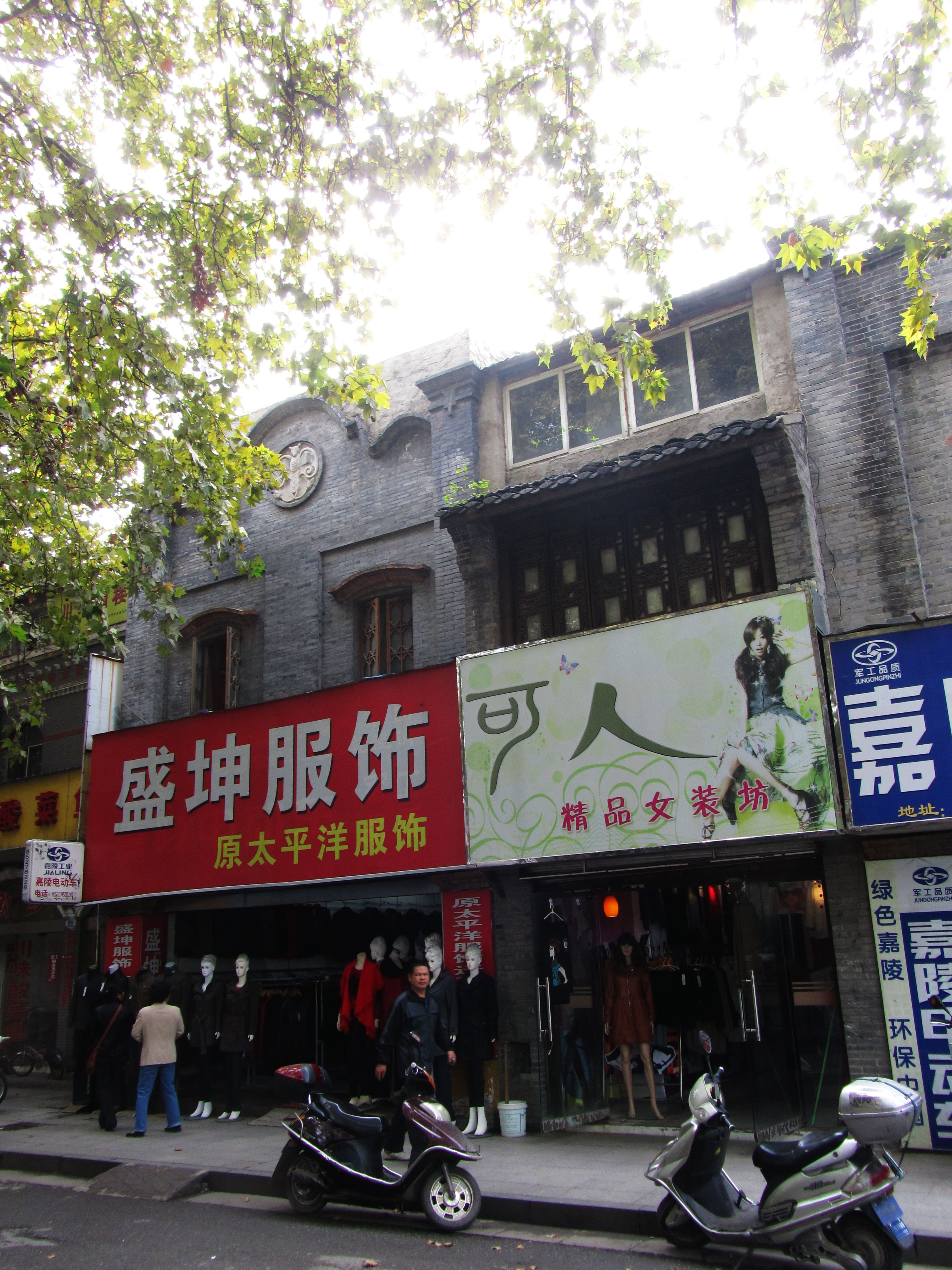
大西路上的近代商业建筑之四